# Rivière au Tonnerre (film)
Pour les articles homonymes, voir Tonnerre (homonymie).
Pour plus de détails, voir Fiche technique et Distribution.
Rivière au Tonnerre est un court métrage d'animation québécois du cinéaste Pierre Hébert de 2011 avec une musique de Andrea Martignoni qui appartient à la série Lieux et Monuments.

## Synopsis
Comme dans tous les films de la série Lieux et monuments de Pierre Hébert, le film présente un plan fixe d'un lieu réel sur lequel vient se déployer une animation numérique principalement abstraite. Le film a été tourné près des chutes de Rivière-au-Tonnerre, sur la côte nord du fleuve Saint-Laurent dans un lieu qui allait bientôt être interdit au public en raison de l’aménagement d’un barrage hydraulique par Hydro-Québec qui allait engloutir ce lieu inviolé.

## Fiche technique
- Titre original : Rivière au Tonnerre
- Réalisation : Pierre Hébert
- Photographie : Pierre Hébert
- Montage : Pierre Hébert
- Musique : Andrea Martignoni
- Production : Pierre Hébert
- Sociétés de distribution initiales : Vidéographe
- Origine :  Québec
- Format :  Numérique HD 9/16
- Genre : Animation
- Durée : 7 min 56 s
- Dates de sortie

## Réception
- Finaliste pour le « meilleur film d'animation » aux Prix Jutra 2012[1].

- Prix de la meilleure vidéo (Prémio Vídeo / Best Video Film) au Festival international du film d'Avanca 2012 au Portugal[2].
- Prix du meilleur film expérimental ou abstrait (BEST Experimental/Abstract Animation), Festival international du film d'animation d'Ottawa 2012[3].